# Lepidothrix vilasboasi
El saltarín coronidorado (Lepidothrix vilasboasi), también denominado saltarín de cabeza dorada, es una especie de ave paseriforme de la familia Pipridae perteneciente al género Lepidothrix. Es endémico de la Amazonia brasileña.

## Distribución y hábitat
Se distribuye en el centro sur de la Amazonia, entre la parte alta del río Cururú y hasta cerca de 200 km al nordeste, en el río Jamanxim, afluentes orientales del río Tapajós, en Pará, Brasil.
Esta especie, muy poco conocida, habita en el sotobosque de selvas húmedas de «terra firme», hasta los 200 m de altitud.

## Estado de conservación
El saltarín coronidorado había sido calificado como vulnerable por la Unión Internacional para la Conservación de la Naturaleza (IUCN) hasta 2016, debido a que su pequeña población total, estimada entonces entre 10 000 y 20 000 individuos maduros, se presumía estar en declinio moderado debido a las tasas de deforestación para extracción de madera y ganadería en su zona de distribución conocida; sin embargo, una nueva evaluación realizada en 2021 lo consideró preocupación menor, con su población estimada entre 15 000 y 137 000 individuos maduros.

## Descripción
Mide cerca de 8,5 cm de longitud. El macho es verde brillante con el abdomen amarillo y la parte alta de la cabeza dorada. La hembra presenta toda la cabeza verde.

## Alimentación
Se alimenta de frutos e insectos.

## Sistemática

### Descripción original
La especie L. vilasboasi fue descrita por primera vez por el ornitólogo germano – brasileño Helmut Sick en 1959 bajo el nombre científico Pipra vilasboasi; la localidad tipo es «cabecera del Río Cururú, Pará, Brasil.» En la misma publicación, Sick describió Pipra obscura, en realidad una hembra de la presente especie. Permaneció en relativa oscuridad durante casi medio siglo, en parte debido a las dudas sobre su validad, hasta su redescubierta en el año 2002.

### Etimología
El nombre genérico femenino «Lepidothrix» se compone de las palabras del griego «lepis, lepidos» que significa ‘escama’, ‘floco’, y «thrix, trikhos» que significa ‘cabello’; y el nombre de la especie «vilasboasi», conmemora a los hermanos Villas-Bôas: antropólogos e indigenistas brasileños, Orlando (1914–2002), Cláudio (1916–1998) y Leonardo Vilas Bôas (1918–1961).

### Taxonomía
Probablemente sea pariente próximo de Lepidothrix nattereri y L. iris. Previamente se pensó que tal vez fuera un híbrido entre las dos especies, quienes la reemplazan geográficamente al oeste y este respectivamente; sin embargo, las distintivas características del plumaje sumado a su reciente redescubierta a cerca de 200 km al noreste de la localidad tipo, y a estudios moleculares, no dejan dudas de que se trata de una especie diferente. Es monotípica.